# Dajnowa (gmina Elektreny)
Dajnowa (lit. Dainava) − wieś na Litwie, zamieszkana przez 15 ludzi, w rejonie elektreńskim.